# Siphunculina freyi
Siphunculina freyi är en tvåvingeart som beskrevs av Curtis W. Sabrosky 1957. Siphunculina freyi ingår i släktet Siphunculina och familjen fritflugor. Inga underarter finns listade i Catalogue of Life.